# Xornal de Galicia
Xornal de Galicia fue un periódico de información general y de ámbito gallego, fundado el 9 de diciembre de 2008, aunque su edición digital, xornal.com, llevaba nueve años activa en Internet bajo la dirección de Antonio Sangiao. La edición en papel dejó de publicarse el 4 de agosto de 2011 y la página web cerró el 19 de octubre del mismo año. Sus lenguas de edición fueron el gallego y el español.

## Características
El director e impulsor fue el periodista de Brión, José Luis Gómez Gómez, y la subdirectora María Val. Su sede principal estuvo situada en La Coruña, si bien contó con redacciones también en Vigo y Santiago de Compostela. Gómez fue despedido en marzo de 2011, tras la publicación en Xornal de una foto de Mariano Rajoy en un barco relacionado con el narcotráfico. La instantánea precipitó la salida de Gómez, aunque el relevo en la dirección estaba en la agenda del diario desde que en febrero de 2011 se incorporaran nuevos nombres al consejo de administración. María Val fue nombrada Directora en funciones hasta el cierre del periódico en agosto de ese mismo año. 
Xornal de Galicia fue un diario de información general, cuyo ámbito de difusión abarcó toda Galicia, con especial atención a sus grandes áreas metropolitanas. El diario contó con tres redacciones en las principales ciudades de Galicia: Vigo, Santiago y La Coruña. La redacción del diario estuvo integrada por reconocidos profesionales del periodismo gallego. Xaime Calviño, Xabier R. Blanco, Pablo G. Quintas, Doda Vázquez, Silvia Carregal, Mercedes Cernadas, Mónica Sequeiro, Cristina Díaz Pardo, Alberto Ramos, David Lombao, Iago Martínez, David Reinero o Lara Graña fueron algunos de sus redactores más destacados. 
La empresa Xornal de Galicia S.A., editora del diario, estaba integrada en Udramedios, la cabecera de la división de medios de comunicación del Grupo San José, con sede en Pontevedra.

## Accionariado
El accionista principal era Udramedios, la filial de comunicación del grupo de construcción San José. Con su lanzamiento absorbió al medio electrónico Xornal.com.
El presidente del consejo de administración de la empresa era Domingo Docampo, exrector de la Universidad de Vigo. El consejero delegado de la empresa y gerente de Xornal era Xavier Martínez Cobas. A finales de 2009, Miguel Barros se convirtió en consejero delegado. 
No fue el único cambio que sufrió el consejo de administración en los escasos tres años que duró la cabecera Xornal de Galicia. En febrero de 2011, el empresario Alfonso Paz-Andrade, hijo del galleguista Valentín Paz-Andrade, se convierte en el nuevo presidente del consejo de administración, en sustitución de Docampo. El hijo de Isaac Díaz Pardo, Xosé Díaz, se convierte en vicepresidente primero. Por su parte, Barros sigue ligado al proyecto y pasa a ser vicepresidente segundo. Con este cambio en la estructura empresarial, Xornal busca su relanzamiento en el sistema mediático gallego. Se reabre la delegación en Vigo y se trabaja en la expansión comercial. No obstante, el periódico cierra pocos meses después. El 4 de agosto sale el último número de Xornal a la calle. En la portada del ejemplar de despedida aparecía un único titular: "Adiós y gracias. Nos vemos en la red". 
Los responsables de Xornal de Galicia aseguraban en ese último número que su intención era mantener la página web, que contaba con más de diez años de antigüedad. El consejo de administración prometió a los trabajadores que hasta mediados de septiembre mantendrían los puestos de trabajo de toda la redacción y que llegados a esas fechas, se realizaría un ajuste de personal y un rediseño de la página web. Sin embargo, el 19 de septiembre, los responsables de Xornal deciden cerrar también la cabecera digital. Un ERE de Extinción dejaría a 38 profesionales en la calle un mes después. A mediados de octubre, la página web Xornal.com desaparece de la red.